# Diadesmola bicolor
Diadesmola bicolor là một loài bướm đêm thuộc phân họ Arctiinae, họ Erebidae.